# سوده بنت عماره
سوده بنت  عماره همدانی (محدث، ادیب، متوفی قرن ۱ هجری قمری) شاعر عرب زبان یمنی از قبیله همدان بود که در فصاحت و بلاغت مشهور و در نبرد صفین در رکاب امام علی حاضر بود. شهرت وی برای اشعار او و همچنین مناظره و بحثش با معاویه است.